# 11830 Jessenius
11830 Jessenius è un asteroide della fascia principale. Scoperto nel 1984, presenta un'orbita caratterizzata da un semiasse maggiore pari a 2,2638238 au e da un'eccentricità di 0,1773295, inclinata di 8,74160° rispetto all'eclittica.
L'asteroide è dedicato al filosofo slovacco Jan Jesenius.